# Saskatchewan Roughriders
Los Saskatchewan Roughriders son un equipo profesional de fútbol canadiense que juega en la ciudad de Regina, Saskatchewan. Los Roughriders pertenecen a la División Oeste de la Canadian Football League.

## Historia
Fue fundado en 1910 como Regina Rugby Club. Aunque no fueron el primer equipo en jugar al fútbol en el oeste de Canadá, el club ha mantenido una continuidad organizativa ininterrumpida desde su fundación. Son el tercer equipo de fútbol profesional más antiguo que existe en la actualidad (solo los Arizona Cardinals y Toronto Argonauts son más antiguos) y uno de los equipos de deportes profesionales más antiguos que aún existen en Norteamérica. De estos equipos, los Roughriders son los dos más antiguos en existencia que continuamente se ha basado en el oeste de Canadá, así como los más antiguos en América del Norte para ser continuamente al oeste de San Luis, Misuri. También son la franquicia de deportes profesionales más antigua del continente, más antigua que cualquier equipo de deportes profesional estadounidense fuera del Béisbol, a excepción de los mencionados Cardinals (que, a diferencia de los Roughriders, ya no juegan en su ciudad original) y Montreal Canadiens, quienes fueron fundados alrededor de nueve meses antes de los Roughriders. El equipo cambió su nombre del club a Regina Roughriders de Regina Rugby Club en 1924 y finalmente al  actual en 1946. Han jugado sus juegos en casa en el Taylor Field (Regina) en el campo de Taylor desde 1936.
El equipo tiene aficionados en toda la Provincia de Saskatchewan, conocidos cariñosamente como la Rider Nation o Nación Rider, incluso en Saskatoon, la ciudad más poblada de la provincia por encima de Regina, sede del equipo. Roughriders juega en el mercado más pequeño de la CFL, y el segundo mercado más pequeño de las Grandes Ligas en Norteamérica (sólo Green Bay, Wisconsin, es más pequeño). Han terminado primero en la división Oeste siete veces y han ganado el campeonato del Oeste un total de 28 veces. Ellos han jugado en el juego del campeonato 19 veces y han ganado cuatro Grey Cup.
El equipo ha tenido 20 jugadores incorporados en el Salón de la Fama del fútbol canadiense. El rival más grande de los riders es Winnipeg Blue Bombers; las entradas para los juegos entre ambos equipos a menudo se agotan antes del comienzo de la temporada. Roughriders Football Club y la ciudad de Regina han sido sede 3 veces de la Grey Cup, incluyendo un triunfo de Roughrider en la edición 101. En julio de 2012, la provincia de Saskatchewan anunció que los Roughriders tendrán un nuevo estadio terminado a tiempo para la temporada 2017.

## Palmarés
Campeonatos de la Grey Cup: 4 — 1966, 1989, 2007, 2013
Campeones de la División Occidental: 19 — 1923, 1928, 1929, 1930, 1931, 1932, 1934, 1951, 1966, 1967, 1969, 1972, 1976, 1989, 1997, 2007, 2009, 2010, 2013

## Estadios utilizados
- Taylor Field de Regina (1936–2016)
- Mosaic Stadium (desde 2017)

## Victorias en la Grey Cup
| No | Año  | Equipo ganador           | Resultado | Equipo perdedor       | Estadio                        | Ciudad    | Asistencia |
| -- | ---- | ------------------------ | --------- | --------------------- | ------------------------------ | --------- | ---------- |
| 1. | 1966 | Saskatchewan Roughriders | 29–14     | Ottawa Rough Riders   | Empire Stadium                 | Vancouver | 32,344     |
| 2. | 1989 | Saskatchewan Roughriders | 43–40     | Hamilton Tiger-Cats   | SkyDome                        | Toronto   | 54,088     |
| 3. | 2007 | Saskatchewan Roughriders | 23–19     | Winnipeg Blue Bombers | Rogers Centre                  | Toronto   | 52,230     |
| 4. | 2013 | Saskatchewan Roughriders | 45–23     | Hamilton Tiger-Cats   | Mosaic Stadium at Taylor Field | Regina    | 44,710     |